# Chiesa di Santa Sabina (Genova)
La chiesa di Santa Sabina è luogo di culto cattolico situato nel quartiere di San Fruttuoso, in via Donghi, nel comune di Genova nella città metropolitana di Genova. La chiesa è sede della parrocchia omonima del vicariato di San Fruttuoso dell'arcidiocesi di Genova.

## Storia e descrizione
La chiesa di Santa Sabina, che riprende il titolo parrocchiale di un'antica chiesa del centro storico di Genova, si trova in via Donghi ed è stata costruita negli anni trenta del Novecento.
Nel 1931 fu aperto al culto un piccolo locale nei fondi di un caseggiato di via Donghi, e pochi mesi più tardi fu decisa dal cardinale di Genova Carlo Dalmazio Minoretti la costituzione di una nuova parrocchia, alla quale fu trasferito il titolo parrocchiale dell'antica chiesa di via delle Fontane, sconsacrata e chiusa al culto in quello stesso anno.
Nel 1933 iniziarono i lavori di costruzione della nuova chiesa, finanziata da un anonimo benefattore e da sottoscrizioni dei parrocchiani. La costruzione, progettata da Luigi Ferrari in uno stile moderno ispirato al romanico, fu completata l'anno seguente; la chiesa, a croce latina, con tre navate e sormontata da una cupola, fu aperta al culto il 21 ottobre 1934 e solennemente inaugurata il 16 dicembre. Nella nuova chiesa furono trasferiti arredi e opere d'arte della chiesa soppressa, tra cui la statua di Santa Sabina, opera settecentesca di Bernardo Mantero. Nel 1959 l'altare barocco proveniente dalla vecchia chiesa fu sostituito con uno nuovo eseguito dallo scultore G.B. Airaldi, al quale si devono anche le balaustre in bronzo e gli amboni in marmo e bronzo.
La chiesa fu consacrata dal cardinale Giuseppe Siri in occasione dell'inaugurazione del nuovo altare, avvenuta il 14 novembre 1959.
Oltre alla citata statua di santa Sabina, nella chiesa sono conservate, tra le altre opere, due tele della prima metà del XVII secolo raffiguranti Il martirio di santo Stefano, di Bernardo Castello e Visione di san Gregorio Magno, di Giovanni Andrea Ansaldo.